# Campionato francese di tennis 1905
Il Campionato francese di tennis 1905 (conosciuto oggi come Open di Francia o Roland Garros) è stato la 15ª edizione del Campionato francese di tennis, riservato ai tennisti francesi o residenti in Francia. Si è svolto su campi in terra rossa del Tennis Club de Paris, a Parigi, in Francia.
Il singolare maschile è stato vinto da Maurice Germot, che si è imposto su André Vacherot. Il singolare femminile è stato vinto da Kate Gillou Fenwick, che ha battuto Yvonne de Pfeffel. Nel doppio maschile si sono imposti Max Décugis e J. Worth. Nel doppio misto la vittoria è andata a Yvonne de Pfeffel in coppia con Max Décugis.

## Seniors

### Singolare maschile
Maurice Germot ha battuto in finale  André Vacherot

### Singolare femminile
Kate Gillou Fenwick ha battuto in finale  Yvonne de Pfeffel con il punteggio di 6–0, 11–9.

### Doppio maschile
Max Décugis /  Jacques Worth

### Doppio misto
Yvonne de Pfeffel /  Max Décugis